# Почесний громадянин міста Тернополя
Звання «Поче́сний громадяни́н мі́ста Тернополя» є вищою формою громадського визнання видатних заслуг перед територіальною громадою міста. Присвоюється громадянам України, жителям міста, а також іноземним громадянам, які одержали визнання мешканців міста Тернополя.

## Історія нагороди
Звання «Почесний громадянин міста Тернополя» заснована рішенням міської ради від 25 червня 2004 року № 4/11/170 «Про затвердження положення „Про нагороди Тернопільської міської ради“».

## Положення про відзнаку
Звання «Почесний громадянин міста Тернополя» може бути присвоєно громадянам України, а також іноземним громадянам, які одержали визнання мешканців міста Тернополя.
Звання «Почесний громадянин міста Тернополя» може бути присвоєно посмертно. У випадку присвоєння звання «Почесний громадянин міста Тернополя» посмертно, посвідчення та нагрудний знак вручається родичам померлого або передається у відповідні музейні установи чи інші установи та організації за рішенням міської ради.
Особам, відзначеним званням «Почесний громадянин міста Тернополя» вручаються посвідчення і нагрудний знак.
У виключних випадках міська рада може розглядати питання та приймати рішення про позбавлення звання «Почесний громадянин міста Тернополя».
Рішення про позбавлення звання «Почесний громадянин міста Тернополя» відноситься виключно до компетенції Тернопільської міської ради.
Присвоєння звання «Почесний громадянин міста Тернополя» здійснюється, як правило, напередодні Дня міста за поданням трудових колективів підприємств, організацій (незалежно від форм власності), громадських об’єднань, депутатів, їх фракцій, профспілкових організацій, міських відділень наукових і творчих спілок, товариств, органів самоорганізації населення, а також зборів громадян.
Попередній розгляд матеріалів про присвоєння звання «Почесний громадянин міста Тернополя» проводить відповідна комісія, склад якої затверджується міською радою.
Термін подання матеріалів про присвоєння звання «Почесний громадянин міста Тернополя» на розгляд комісії — 1 липня кожного року.
Комісія міської ради через засоби масової інформації протягом місяця організовує широке обговорення висунутих кандидатур серед громадськості громади.
Комісія на основі отриманого подання з урахуванням результатів обговорення готує га передає проєкт рішення щодо присвоєння звання «Почесний громадянин міста Тернополя» на розгляд міської ради у передбаченому Регламентом міської ради порядку.
Оформлення документів, що стосуються присвоєння звання, покладаються на відділ кадрового забезпечення.
Рішення міської ради про присвоєння звання «Почесний громадянин міста Тернополя» доводиться до відома громадян через засоби масової інформації.
Вручення відзнаки звання «Почесний громадянин міста Тернополя» проводить міський голова або інша уповноважена особа в урочистій атмосфері, як правило, в день святкування Дня міста.

## Опис відзнаки
Відзнака являє собою орден, виготовлений з кольорового металу з емалевим покриттям умовним діаметром 45 мм. Планка, що підтримує орден, виготовлена з кольорового металу, покрита стрічкою синього кольору, на якій розміщений герб України. Загальний розмір планки 17x50мм.
Зовнішній вигляд:
Аверс виконаний у виді мальтійського хреста фіолетового кольору, рамена якого увінчані еліпсоподібнийми формами з вставним напівкоштовним камінням.
Хрест розміщений на багатопроменевій зірці золотистого кольору, що символізує сонячне проміння. В центрі хреста розміщений круг, де зображено головний елемент герба міста — Тернопільський замок та знак «Леліва».
Бланк посвідчення звання «Почесний громадянин міста Тернополя» має вигляд двосторінкової книжки з паперу із захисною сіткою, наклеєної на щільну основу, що складається навпіл і обтягнута штучною шкірою. На лицьовій стороні обкладинки по центру розміщено напис «Посвідчення».
З середини розміщено видрукуваний текст:
Лівий бік:
герб міста Тернополя Тернопільська міська рада м. Тернопіль
Правий бік:
Посвідчення №
(Прізвище)_
(Ім’я, по батькові) є Почесним громадянином м. Тернополя
Рішення Тернопільської міської ради
№ від « » р.
Міський голова
Розміри складеного бланка посвідчення — 100 х 65мм.